# Marie de Prusse
 (septembre 2019).
Si vous disposez d'ouvrages ou d'articles de référence ou si vous connaissez des sites web de qualité traitant du thème abordé ici, merci de compléter l'article en donnant les références utiles à sa vérifiabilité et en les liant à la section « Notes et références ».
Titre
Reine consort de Bavière
28 mars 1848 – 10 mars 1864
(15 ans, 11 mois et 11 jours)
Marie Frédérique Françoise Auguste Hedwige de Hohenzollern, princesse de Prusse, née le 15 octobre 1825 à Berlin et morte le 17 mai 1889 au château d'Hohenschwangau, est une princesse prussienne. Elle est reine de Bavière en tant qu'épouse du roi Maximilien II et mère des rois Louis II et Othon Ier de Bavière.

## Biographie

### Famille
Petite-fille du roi Frédéric-Guillaume II et de Frédérique-Louise de Hesse-Darmstadt, elle est le huitième et plus jeune enfant du prince Guillaume de Prusse (1783-1851) et de la princesse née Marie-Anne-Amélie de Hesse-Hombourg (1785-1846). De ce fait, elle est une cousine germaine du Kaiser Guillaume Ier. 
Bien que protestante, elle épouse le prince royal de Bavière Maximilien en 1842. Sans doute ce mariage a-t-il été favorisé par sa cousine par alliance, la reine consort de Prusse, elle-même fille du roi Maximilien Ier de Bavière. Le Nord de la Bavière étant constitué d'anciennes principautés protestantes, le roi Maximilien Ier avait déjà marié son fils, le futur Louis Ier, à une princesse protestante en 1810. Les festivités avaient donné lieu à la première Fête de la Bière de Munich.
Le roi Louis Ier fait exposer son portrait dans sa galerie des Beautés au château de Nymphenburg.
Marie et Maximilien auront deux fils :
- Louis, né le 25 août 1845, roi de Bavière en 1864 et brièvement fiancé en 1867 à sa cousine Sophie-Charlotte en Bavière. En 1886, il est destitué pour folie et assigné à résidence dans son château de Berg, au bord du lac de Starnberg, dans les eaux duquel il est retrouvé noyé, le lendemain de son arrivée au château.
- Othon, né le 27 avril 1848, interné en 1872, il succède à son frère sous la régence de son oncle Luitpold de Bavière puis du fils de celui-ci Louis. Déposé en 1913, il meurt en 1916.

Sa sœur Élisabeth épousera le prince Charles de Hesse-Darmstadt et sera la mère du grand-duc Louis IV de Hesse. Ses deux frères survivants mourront célibataires.

### Reine de Bavière
La révolution de 1848 provoque l'abdication du roi Louis Ier et l'avènement du prince royal sous le nom de Maximilien II.
La reine de Bavière est une femme très active, aimant les promenades vivifiantes, passionnée par la nature, tout particulièrement par la montagne. Elle se révèle une excellente alpiniste; c'est elle qui lança la mode de l'alpinisme[réf. nécessaire]. Dans ses courses en montagne, elle emmène son fils, le futur Louis II. Le jeune prince alors âgé de douze ans gravit en sa compagnie le Säuling, d'une altitude de 2 047 mètres. Cette passion de la montagne ne le quittera jamais. 
En revanche, elle abhorre l'activité intellectuelle et avoue même que la lecture l'insupporte, alors que son mari aurait voulu être professeur d'université. 
Bien que venant d'une famille où la folie avait fait plusieurs victimes, il ne semble pas qu'elle se soit sentie concernée par la folie de ses fils. Elle cherche plutôt à comprendre et l'impératrice d'Autriche, la fameuse "Sissi" prétend dans une de ses lettres que, visitant un asile d'aliénés, la reine cherchait à entamer une conversation logique avec les malades.
Veuve en 1864, elle voit son fils cadet interné dès 1872. Elle se convertit au catholicisme au château de Hohenschwangau le 7 octobre 1874. Son fils aîné Louis II est déchu du pouvoir en 1886 avant d'être retrouvé noyé dans le lac de Starnberg en compagnie de son psychiatre. En janvier 1889, le Kronprinz autrichien Rodolphe, dont la mère et la grand-mère paternelle étaient des Wittelsbach, est retrouvé mort en compagnie de sa jeune maîtresse, ce qui accrédite pour ses contemporains le mythe de la folie des Wittelsbach.
La reine Marie de Bavière meurt quelques mois plus tard à l'âge de 63 ans. Elle est inhumée au côté de son mari, dans une chapelle de l'église des Théatins à Munich.